# Braids (Album)
Braids ist ein Musikalbum von Florian Stoffner, John Butcher und Chris Corsano. Die am 22. Mai 2022 im Konzert- und Kultur-Club Le Singe in Biel/Bienne, Schweiz, entstandenen Aufnahmen erschienen am 4. September 2023 auf Ezz-thetics.

## Hintergrund
Das Trio des Schweizer Gitarristen Florian Stoffner mit dem britischen Saxophonisten John Butcher und dem US-amerikanischen Schlagzeuger Chris Corsano formierte sich 2022 für eine einwöchige Tournee in der Schweiz; dabei entstand am letzten Tag der Tournee als erstes Album der Formation der Live-Mitschnitt Braids. Zuvor hatte Stoffner 2020 auf Ezz-thetics das Album Tetratne, ein Duo mit dem Schlagzeuger Paul Lovens, veröffentlicht. Mit dem Album The Glass Changes Shape (2024) setzten Butcher, Stoffner und Corsano ihre Zusammenarbeit fort.

## Titelliste
- Florian Stoffner, John Butcher, Chris Corsano: Braids (ezz-thetics 1047)[1]

1. Soft Geometry 7:26
2. The Zoo Is Next Door 5:22
3. Little Secrets Taken to Our Graves 6:18
4. Gneis 5:49
5. Charlatans Selling Miracles 8:15
6. Smaller Infinities 11:36
7. Elegant Frost 4:12

Die Kompositionen stammen von Stoffner, Butcher und Corsano.

## Rezeption
Während viele der Klänge hier leicht einem dieser Instrumente zuzuordnen sind, gebe es andere, die sich nicht so einfach in eine Schublade stecken lassen, schrieb John Eyles in All About Jazz. Das Schöne an diesem Trio sei, dass sie keine separaten Soli spielen. Meistens würde alle drei gleichzeitig agieren; ihre Klänge verflechten sich und verschmelzen zu einem zusammenhängenden Ganzen, für das alle drei gleichermaßen verantwortlich seien. Ihr Spiel klinge im Wesentlichen zurückhaltend und leise genug, dass jeder Ton jedes Spielers deutlich zu hören sei, nicht nur für die Zuhörer, sondern auch für die drei Triomitglieder selbst. Ohne den Einsatz lauter Geräusche würden sie es schaffen, einen reichhaltigen Klangteppich zu weben, der nie einem von ihnen, sondern allen zugeschrieben werden kann. Alles in allem sei Braids ein Musterbeispiel für Trio-Improvisation vom Feinsten, das auch häufigem und wiederholtem Zuhören gut standhalte.